# Куско
Ку̀ско (на испански: Cuzco, Cusco) е град в Югоизточно Перу, столица на департамент Куско. 
Изписва се също като Qusqu - по правописа на кечуа до 1987 г. и Qosco - по правописа на кечуа след 1987 г.
Дълго време (вер. от 12.ти век) - столица на инките. Впоследствие - сред основните селища на Вицекралство Перу.
Градът е в Списъка за световно наследство на ЮНЕСКО и членува в Организацията на градовете на световно наследство.

## География
Куско се намира на 3500 метра надморска височина. Разположен е в долината Урубамба (Свещена долина) в Андите. 

## История
Куско е най-старото постоянно обитавано селище в Северна и Южна Америка и център на инкската държавност още от времето на зараждането й. При император Пачакути, като столица на Империята на инките, значително се разраства, изпълнен с многобройни дворци, храмове и крепости, сред които - в центъра му - Храмът Корикандра, в чест на Инти (бог на Слънцето) и кула, наречена Сантурнваси. Доста останки от стария град са запазени в съвременен Куско.
През 1533 г. Куско е превзет от испанците. Важна част от колониалните им владения, а по-късно - и многолюден и бързо разрастващ се град в независимата държава Перу. При едно от преброяванията има население приблизително от 300 хиляди души – 3 пъти повече отколкото 20 години по-рано. През 2013 г. - приблизително 450 хиляди.

## Побратимени градове
Куско има 20 побратимени града:
- Атина, Гърция
- Багио (Baguio), Филипини
- Витлеем, Палестинска автономия
- Джърси Сити, САЩ
- Йерусалим, Израел
- Кесон, Северна Корея
- Киото, Япония
- Краков, Полша
- Копан, Хондурас
- Куенка, Еквадор
- Ла Пас, Боливия
- Лима, Перу
- Медисън, Уисконсин, САЩ
- Мексико, Мексико
- Москва, Русия
- Потоси, Боливия
- Рио де Жанейро, Бразилия
- Самарканд, Узбекистан
- Санта Барбара (Калифорния), САЩ
- Сиан, Китай
- Хавана, Куба
- Шартър, Франция